# Élie Decahors
Élie Decahors  (* 7. Januar 1885 in Lauzerte; † 7. Mai 1961 ebenda) war ein französischer Romanist und Literaturwissenschaftler.

## Leben
Decahors war katholischer Priester und Gymnasiallehrer in Montauban. Er habilitierte sich 1932 an der Universität Aix-Marseille mit den Dissertationen Maurice de Guérin. Essai de biographie psychologique (Paris 1932) und Le Centaure et la Bacchante. Les poèmes en prose de Maurice de Guérin et leurs sources antiques (Toulouse 1932) und war von 1930 bis 1954 Professor für französische Sprache und Literatur am Katholischen Institut von Toulouse, von 1952 bis 1954 auch Dekan. 1933 gründete er die Zeitschrift L‘Amitié Guérinienne aus der 1968 der Verein Les Amis des Guérin hervorging.
Wegen Unterstützung der Résistance wurde Decahors 1944 von der Gestapo festgenommen und wie sein Kollege Joseph Salvat in das Konzentrationslager Neuengamme verschleppt, das er überlebte, weil er als Prominenter eingestuft wurde. 

## Werke
- Dictionnaire français-latin, Paris 1924, 1927, 1948, 1954, 1957, 1960, 1961, 1968, 1971, 1978, 1997 (Gegenstück zu A. Gariel, Dictionnaire latin-français, Paris 1922, zuletzt 1997)
- Trois messages: Maurice Barrès, André Gide, François Mauriac, Toulouse 1939 (Vortrag in Toulouse 1938)
- Un maître de l'heure. Charles Péguy, Toulouse 1942
- Histoire de la littérature française 1, Le Moyen Age, Paris 1949
- Histoire de la littérature française 2, Le XVIe siècle, Paris 1949, 1962
- (Hrsg. mit André Ferran [1891–1953]) Morceaux choisis de la littérature française. Tome 1, Le Moyen âge, Paris 1949